# Miodrag Aksentijević
Miodrag Aksentijević (in serbo Миодраг Аксентијевић?; Prokuplje, 22 luglio 1983) è un giocatore di calcio a 5 serbo.

## Carriera

### Club
Formatosi nei settori giovanili di Topličanin Prokuplje e OFK Belgrado, Aksentijević subì, all'età di vent'anni, un grave infortunio al ginocchio che gli precluse la carriera calcistica. Interrotta l'attività sportiva in favore degli studi universitari, si avvicinò al calcio a 5 tardivamente, partecipando a un torneo amatoriale nella nativa Prokuplje. Qui venne notato da un dirigente della Pro-Al Futsal Club, che lo convinse a cimentarsi nelle competizioni agonistiche. Negli anni successivi, grazie anche alle prestazioni di Aksentijević, la Pro-Al scalò le categorie calcettistiche serbe fino a raggiungere la massima serie. Dopo una breve e deludente parentesi al Koska, nel 2010 si trasferisce al blasonato Ekonomac, con cui si afferma a livello internazionale. In seguito, ha giocato anche nei campionati kazako, russo, francese e tedesco.

### Nazionale
Con la Nazionale di calcio a 5 della Serbia ha disputato tre campionati europei e due Coppe del Mondo.

## Palmarès
- Campionato serbo: 4
Ekonomac: 2010-11, 2011-12, 2012-13, 2013-14
- Coppa di Serbia: 2
Ekonomac: 2012-13, 2013-14
- Campionato russo: 1
Tjumen': 2018-19
- Campionato francese: 1
ACCS: 2020-21
- Campionato tedesco: 1
Stuttgarter: 2021-22